# Amerykański pitbulterier
American Pit Bull Terrier – jedna z ras psów, nieuznana przez Międzynarodową Federację Kynologiczną (FCI).

## Rys historyczny
Historia tej rasy sięga ponad 150 lat. Rasą, która po części stworzyła obecnego pit bulla był buldog. Dawniej buldog był zwinnym i muskularnym psem, bardzo przypominającym dzisiejszego pit bulla. W wielu amerykańskich książkach o tej rasie występuje on właśnie pod nazwą buldog. Jednak większość źródeł nie potwierdza tej teorii, ponieważ istnieją dowody na to, że pit bull to krzyżówka buldoga z terrierami. Powodem krzyżowania tych ras była chęć uzyskania idealnego psa do walki, czyli połączenia wytrzymałości, siły i odporności na ból buldoga z zaciętością i szybkością terierów.
Gdy w Anglii, w 1835 roku, szczucie byków zostało zakazane, na popularności zaczęły zyskiwać walki dwóch psów przeciwko sobie. Jednym z głównych poglądów na historię American Pit Bull Terriera jest teza, że psy stosowane do walk w ringu były nową rasą specjalnie do tego stworzoną. Niektórzy jej autorzy uważają obecną nazwę (American Pit Bull Terrier) za podwójnie błędną, gdyż rasa ani nie powstała w Ameryce, ani nie ma nic wspólnego z terierami. Popularne przypisywanie pochodzenia tej rasy od skrzyżowania pomiędzy psami na byki i terierami wyjaśniają jako pomylenie z historią rozwoju angielskiego bulteriera, który jest zupełnie osobną rasą psów, a której powstanie jest dobrze udokumentowane. Rodowody tej rasy, jeśli kiedykolwiek były zapisywane na papierze, nie były dokładne, gdyż żaden z hodowców nie chciał ujawniać sekretów swojego sukcesu innym i tym samym umożliwić im powtórzenie swoich osiągnięć. Nie później niż w połowie XIX wieku rasa została ujednolicona pod względem użyteczności.

## Wzorzec

### United Kennel Club
- Głowa – powinna być średniej długości i prostokątna w kształcie.
- Czaszka – płaska i najszersza na wysokości uszu.
- Policzki – uwydatnione, skóra nie pomarszczona.
- Pysk – kwadratowy, szeroki i głęboki.
- Dobrze zaznaczone szczęki pokazują siłę. Dopuszczalny tylko zgryz nożycowy.
- Uszy – cięte lub nie, osadzone wysoko na głowie, wolne od fałd.
- Oczy – okrągłe, szeroko rozstawione, nisko i głęboko osadzone w czaszce. Kolor dowolny.
- Nos – powinien mieć szerokie nozdrza. Każdy kolor jest akceptowany.
- Szyja – muskularna i lekko wygięta w łuk, powinna się zwężać od ramion do głowy. Wolna od fałd i zmarszczek.
- Ramiona – silne i muskularne, z szerokimi, spadzistymi łopatkami.
- Grzbiet – krótki i silny, powinien mieć lekki spadek od kłębu do zadu. Nieco wygięty w lędźwiach, które powinny być lekko „podkasane”.
- Klatka piersiowa – głęboka, ale nie za szeroka, z dobrze wysklepionymi żebrami.
- Żebra – dobrze wysklepione, zwarte, zachodzące głęboko do tyłu.
- Ogon – krótki w porównaniu z rozmiarem psa, nisko osadzony i zwężający się ku końcowi. Nie powinien być noszony powyżej linii grzbietu i nie może być cięty.
- Kończyny – przednie powinny być duże, okrągłej kości, proste i równoległe do siebie. Śródręcza pionowe. Łapy mają być średniej wielkości, nie wykręcone ani na zewnątrz ani do wewnątrz. standard wymaga łap skierowanych do przodu. Tylne powinny być lekko kątowane i lżejsze, ale stosownie silne. Uda raczej długie i dobrze umięśnione.
- Chód – lekki i sprężysty, nie kołyszący i nie stąpający (tzw. „inochód”).
- Sierść – lśniąca, krótka i sztywna w dotyku. Każdy kolor i znaczenia są dozwolone.
- Waga – nie jest ważna natomiast preferuje się dla suk od 13,6 do 22,7 kg, a dla psów od 15,9 do 27,2 kg[1].

### American Dog Breeders Association
- Sylwetka – pies kwadratowy, tzn. długość od kłębu do zadu = wysokości mierzonej od kłębu do ziemi. Gdy pies stoi normalnie, z pęciną lekko wysuniętą poza staw biodrowy, wydaje się trochę dłuższy niż jest w rzeczywistości. Stosunek wzrostu do masy ciała powinien być proporcjonalny.
- Szyja – długa, dobrze umięśniona od karku do nasady czaszki.
- Biodra – długie, spadziste, szerokie.
- Ogon – nisko osadzony, długością sięgający trochę powyżej pęciny. Gruby u nasady, stopniowo zwężający się, zwisający w dół jak rączka staroświeckiej pompy.
- Kończyny
  - tylne: kość udowa krótsza niż podudzie, staw kolanowy na wysokości 1/3 górnej części tylnej nogi.
  - przednie: grube, masywne. Na pierwszy rzut oka przednie i tylne kończyny powinny robić wrażenie ciężkiego przodu i delikatnego tyłu, jednak przy silnych udach to tył jest najbardziej muskularna częścią ciała. Łapy małe i mocno osadzone na śródręczach i śródstopiach. Chód lekki i sprężysty.
- Klatka piersiowa – głęboka i eliptyczna, dobrze wysklepiona na górze, zwężająca się ku dołowi.
- Ramiona – trochę szersze niż klatka piersiowa przy 8 żebrze, łopatka szeroka i płaska, pod kątem 45 stopni lub mniejszym w stosunku do podłoża, pod tym samym kątem, ale w przeciwnym kierunku powinna być kość ramienna, łokcie zaczynają się pod klatką piersiową – kości ramienne niemal równoległe do kręgosłupa.
- Przedramiona – tylko trochę dłuższe niż ramiona, silnej kości, dwa razy grubszej od kości śródstopia przy pęcinie.
- Głowa – wielkości 2/3 szerokości ramion, o 25% szersza w policzkach niż szyja u podstawy czaszki. Odległość od tyłu głowy do stopu = odległości od stopu do koniuszka nosa. Grzbiet nosa dobrze rozwinięty, pysk pod oczami znacznie szerszy niż u nasady uszu. Kufa prosta, dobrze rozwinięta żuchwa, brak obwisłych warg. Głowa widziana z góry lub z boku wygląda klinowato, z przodu wydaje się okrągła.
- Zęby– zgryz nożycowy, kły ściśle zachodzące na siebie przy zamkniętym pysku (górna szczeka za dolną). Kły szerokie przy dziąsłach, zwężające się w kierunku końców. Zęby mocne i zdrowe, bez braków.
- Oczy – widziane z przodu – eliptyczne, z boku – trójkątne. Małe i głęboko osadzone.
- Skóra – gruba i luźna, bez fałd. Dobrze dopasowana do psa, fałdy pionowe jedynie na szyi i klatce piersiowej, nawet u psa w dobrej kondycji fizycznej.
- Mięśnie – długie, z przyczepami głęboko w dole kości, daleko poza stawami.
- Sierść – każdej kombinacji kolorów, krótka i szczeciniasta, z połyskiem.
- Waga – Od 13,6 do 34 kg[2].

## Zachowanie i charakter
Pitbull jest psem pogodnym i wesołym, bardzo przywiązanym do właściciela i rodziny. Nie jest to pies delikatny – z nadmiernej radości potrafi wskoczyć na człowieka, nie rozumiejąc, że niekoniecznie mu się to spodoba. Psy tej rasy charakteryzują się siłą, walecznością i odpornością na ból. Posiadają jednocześnie przy takim zestawie cech zrównoważony temperament. Istnieją osobniki w tej rasie posiadające cechy gameness – niepohamowanie do walki pomimo bólu.

## Walki psów
Treść tej sekcji może nie być zgodna z zasadami neutralnego punktu widzenia.
Dokładniejsze informacje o tym, co należy poprawić, być może znajdują się w dyskusji tej sekcji.
 Po wyeliminowaniu niedoskonałości należy usunąć szablon {{Dopracować}} z tej sekcji.
Pit Bull Terrier jest rasą wywodzącą się w linii prostej z psów wyhodowanych w Anglii w XIX wieku i wykorzystywanych w walkach z innymi zwierzętami. Angielskimi potomkami tych ras są Bulterier oraz Staffordshire Bull Terrier. Przywiezione do Stanów Zjednoczonych Staffordshire Bull Terrier szybko zyskały dużą popularność, ceniono zwłaszcza zwierzęta o większym wzroście ze względu na użytkowość. W drugiej połowie XIX wieku uformowała się użytkowa rasa psów wykorzystywanych do walk psów, ochrony i stróżowania. Nowa linia nie od początku była hodowana w czystości rasy. Wraz z rozwojem społeczeństw zachodnich walki psów traciły na popularności, a większość hodowców odcięła się od tych praktyk. W Ameryce rozwój rasy poszedł dwiema drogami. Hodowcy odcinający się od walk hodują swoje psy jako Amerykański staffordshire terier i od dziesięcioleci wykonują pracę odwrotną do pracy twórców psów bojowych, próbując stworzyć z nich miłych domowników. Jednak walki psów nie zniknęły całkowicie, gdyż przynoszą duże dochody. Wykorzystywane w nich psy, Pit Bull Terriery, to szczytowe osiągnięcie tego procederu. Cenione są przede wszystkim za niezłomny charakter oraz chęć do walki, rozbudzaną z pokolenia na pokolenia.

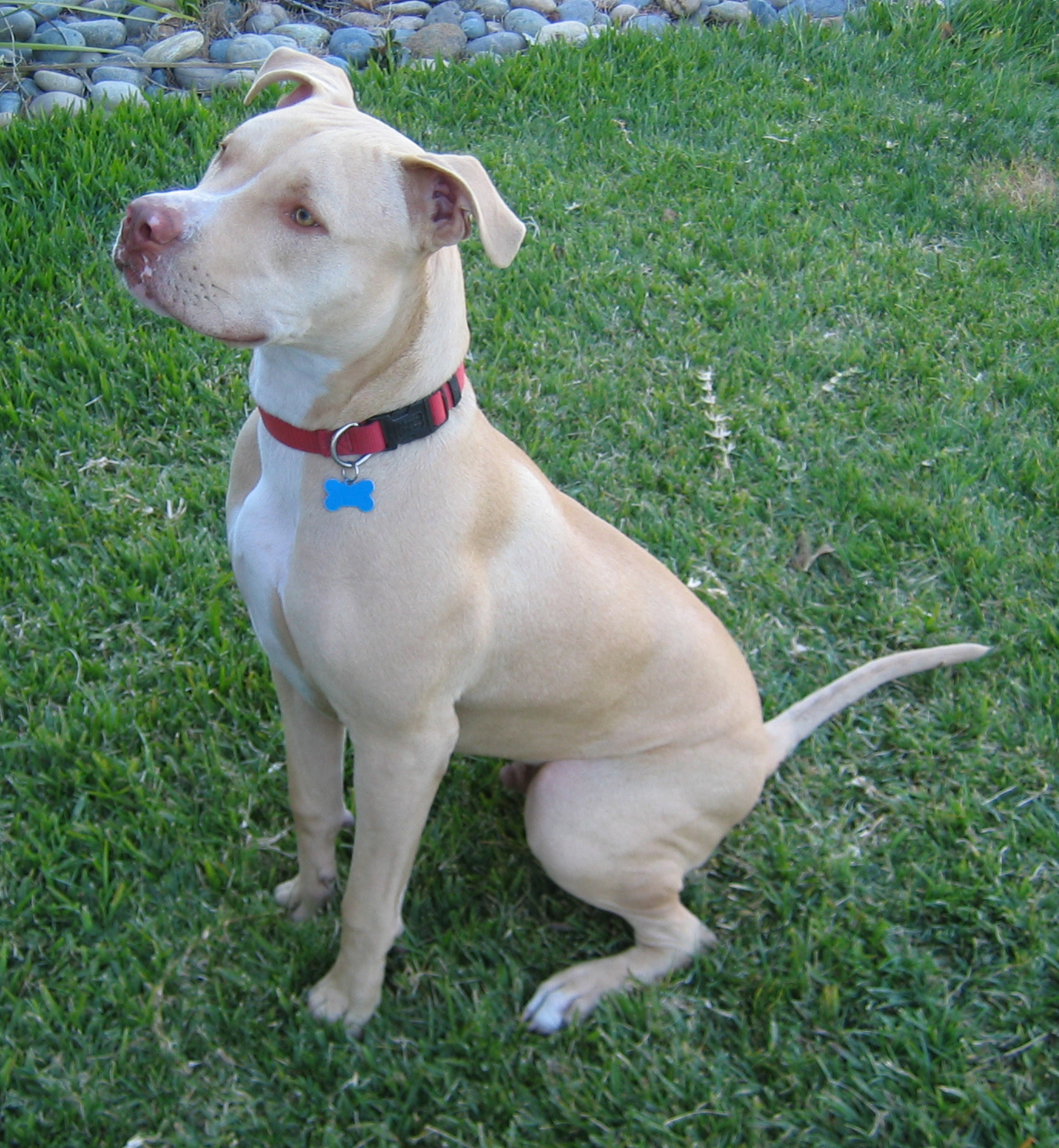
Amerykański pitbulterier

## Ważne informacje
American Pit Bull Terrier często mylony jest z rasą Amerykański staffordshire terier. Sytuacja ta wynika z faktu, że w USA istnieją dwie organizacje kynologiczne, które uznają inne rasy. Pies może być rejestrowany podwójnie, jako American Staffordshire Terrier i American Pit Bull Terrier, lub pojedynczo.

## Prawo
W Polsce amerykański pit bull terrier został ujęty w wykazie ras psów uznawanych za agresywne.
W 2019 roku w Stanach Zjednoczonych psy tej rasy były odpowiedzialne za 69% ataków pogryzienia ludzi (33 ataki), które zakończyły się śmiercią zaatakowanych ludzi. W przedziale 15 lat (2005 do 2019 roku) pitbulle pokąsały śmiertelnie 346 osób w różnych przedziałach wiekowych, dzieci i dorosłych, zarówno osoby im obce, jak i właścicieli czy domowników.